# The Ex
The Ex é um filme estadunidense de 2007, do gênero comédia, dirigido por Jesse Peretz.

## Sinopse
Desempregado e diante do nascimento do filho, um cozinheiro aceita a proposta da mulher e se muda de Nova Iorque para uma pequena cidade, para trabalhar numa agência de publicidade ao lado do sogro. O problema é que lá ele vai ter como colega um paraplégico espertalhão, que namorou sua mulher na juventude e faz de tudo para sabotá-lo.

## Elenco
- Zach Braff.... Tom Reilly
- Amanda Peet.... Sofia Kowalski
- Jason Bateman.... Chip Sanders
- Charles Grodin.... Bob Kowalski
- Mia Farrow.... Amelia Kowalski
- Lucian Maisel.... Wesley
- Donal Logue.... Don Wollebin
- Amy Poehler.... Carol Lane
- Fred Armisen.... Manny
- Bob Stephenson.... Doug
- Marin Hinkle.... Karen
- Yul Vazquez.... Paco
- Paul Rudd.... Leon
- Amy Adams.... Abby March

## Recepção
O Metacritic, que usa uma média ponderada, atribuiu ao filme uma pontuação de 32 em 100, baseado em 24 críticos, indicando críticas "geralmente desfavoráveis".